# Віца
Віца (рум. Vița) — село у повіті Бистриця-Несеуд в Румунії. Входить до складу комуни Нушень.
Село розташоване на відстані 326 км на північний захід від Бухареста, 28 км на захід від Бистриці, 51 км на північний схід від Клуж-Напоки.

## Населення
За даними перепису населення 2002 року у селі проживали 402 особи.
Національний склад населення села:
| Національність | Кількість осіб | Відсоток |
| -------------- | -------------- | -------- |
| угорці         | 377            | 93,8%    |
| румуни         | 23             | 5,7%     |

Рідною мовою назвали:
| Мова      | Кількість осіб | Відсоток |
| --------- | -------------- | -------- |
| угорська  | 380            | 94,5%    |
| румунська | 22             | 5,5%     |